# Mohamed Sakho
Mohamed Sakho (Conacri, 5 de agosto de 1988) é um futebolista profissional guineense que atua como meia.

## Carreira
Mohamed Sakho representou o elenco da Seleção Guineense de Futebol no Campeonato Africano das Nações de 2008.